# Constant d'Euler-Mascheroni
|  | Per altres significats, vegeu llista de temes anomenats en honor de Leonhard Euler. |

|  | No s'ha de confondre amb Constant d'Euler. |

La constant d'Euler-Mascheroni o senzillament γ (gamma) és una constant matemàtica, usada principalment en teoria dels nombres, i es defineix com el límit de la diferència entre la sèrie harmònica i el logaritme natural: 
{\displaystyle \gamma =\lim _{n\to +\infty }\left(\sum _{k=1}^{n}{\frac {1}{k}}-\ln(n)\right)=\int _{1}^{+\infty }\left({1 \over \lfloor x\rfloor }-{1 \over x}\right)\,dx}

La següent integral també està relacionada amb la constant d'Euler-Mascheroni, i la funció {\displaystyle \Gamma }:
{\displaystyle \gamma =-\int _{0}^{+\infty }{\ln(x)\,\mathrm {e} ^{-x}}\,dx=-\Gamma '(1).}

El valor aproximat d'aquesta constant és:
```
γ ≈ 0,577 215 664 901 532 860 606 512 090 082
 402 431 042 159 335 939 923 598 805 767
 234 884 867 726 777 664 670 936 947 063 
 291 746 749 ...
```

No se sap si gamma és racional. De tota manera, l'anàlisi per fraccions contínues mostra que si gamma és racional, el seu denominador té més de 10,000 dígits, és a dir, que si γ = a /b llavors b > 1010000; aquest resultat s'ha millorat i actualment el límit està en b > 10242080. La constant d'Euler-Mascheroni també apareix a una fórmula per a la funció Gamma.
El nom de la constant es deu als matemàtics Leonhard Euler i Lorenzo Mascheroni.